# Estudio del naranjo, limonero, cidro, y otros árboles de la familia de las auranciáceas, que se cultivan en la provincia de Castellón
Estudio del naranjo, limonero, cidro, y otros árboles de la familia de las auranciáceas, que se cultivan en la provincia de Castellón és un tractat publicat pel comissari agrícola Francisco Bou Gascó en 1879. És el primer tractat de la citricultura valenciana i combina les aportacions de la literatura citrícola publicada fins aleshores, que considerava als cítrics com a arbre ornamental, amb les experiències pràctiques de l'explotació comercial dels cítrics al País Valencià.
El tractat apareix en un moment en què el cultiu del taronger es troba arrelat a les comarques de La Plana i La Ribera. Combina el coneixement previ sobre citricultura amb les experiències de les elits burgeses i dels llauradors especialitzats de les comarques de Castelló. També es fan breus referències al cultiu en la zona d'Alzira i Carcaixent.
Bou cita una extensa bibliografia i té en consideració aportacions aparegudes a la revista La Agricultura Valenciana. El tractat va fer aportacions novedoses fins a l'època com les relatives a la comptabilitat agrícola, introduint nocions com la del control de costos fins que un taronger arribe al moment de plena producció, als 10 anys de ser plantat.